# Krușînivka, Berșad
Krușînivka (în ucraineană Крушинівка) este un sat în comuna Mankivka din raionul Berșad, regiunea Vinnița, Ucraina.

## Demografie
Componența lingvistică a localității Krușînivka
     Ucraineană (99,33%)
     Alte limbi (0,66%)
Conform recensământului din 2001, majoritatea populației localității Krușînivka era vorbitoare de ucraineană (99,33%), existând în minoritate și vorbitori de alte limbi.